# هشت روز تلاش برای ترور پادشاه جونگ‌جو
هشت روز تلاش برای ترور پادشاه جونگ‌جو (انگلیسی: Eight Days, Assassination Attempts against King Jeongjo; کره‌ای: 정조암살미스터리 ۸일) یک مجموعه تلویزیونی کره جنوبی در سال ۲۰۰۷ با بازی کیم سانگ جونگ، پارک جونگ چول، جونگ ئه ری و لی سون هو است. این مجموعه از ۱۷ نوامبر تا ۱۶ دسامبر ۲۰۰۷، روزهای شنبه و یکشنبه ساعت ۲۳:۰۰ (کی‌اس‌تی) از سی‌جی‌وی برای ۱۰ قسمت پخش شد. این مجموعه در مورد گروه مشایعین هشت روزه‌ای است که در سال ۱۷۹۵ توسط پادشاه جونگ‌جو برای بازدید از مقبره پدرش در قلعه هواسونگ، برگزار شد. این رویداد تاریخی یک رویداد بزرگ شامل ۵۶۶۱ نفر و ۱۴۱۷ اسب بود.